# Giro dell'Appennino 2007
Il Giro dell'Appennino 2007, sessantottesima edizione della corsa e valida come evento del circuito UCI Europe Tour 2007 categoria 1.1, fu disputata il 5 agosto 2007, per un percorso totale di 200 km. Fu vinta dall'italiano Alessandro Bertolini, al traguardo con il tempo di 5h03'28" alla media di 39,543 km/h.
Partenza con 109 ciclisti, dei quali 37 portarono a termine il percorso.

## Ordine d'arrivo (Top 10)
| Pos. | Corridore            | Squadra        | Tempo    |
| ---- | -------------------- | -------------- | -------- |
| 1    | Alessandro Bertolini | Diquigiovanni  | 5h03'28" |
| 2    | Kanstancin Siŭcoŭ    | Barloworld     | a 55"    |
| 3    | Ruslan Pidhornyj     | Tenax-Menikini | a 59"    |
| 4    | Paolo Bailetti       | Team LPR       | a 1'18"  |
| 5    | Luca Mazzanti        | Cer. Panaria   | s.t.     |
| 6    | Jaŭhen Sobal'        | Cinelli-Endeka | s.t.     |
| 7    | Gabriele Bosisio     | Tenax-Menikini | a 2'13"  |
| 8    | Emanuele Sella       | Cer. Panaria   | s.t.     |
| 9    | Aleksej Ščebelin     | Cinelli-Endeka | s.t.     |
| 10   | Francesco Tizza      | OTC Doors      | s.t.     |